# Campanula floridana
Campanula floridana är en klockväxtart som beskrevs av Sereno Watson och Asa Gray. Campanula floridana ingår i släktet blåklockor, och familjen klockväxter.
Artens utbredningsområde är Florida. Inga underarter finns listade i Catalogue of Life.